# Sing You Sinners (film)
Sing You Sinners – amerykański musical komediowy z 1938 roku w reżyserii Wesleya Rugglesa, z udziałem aktora i piosenkarza Binga Crosby’ego oraz aktorki Ellen Drew.

## Obsada
- Bing Crosby jako Joe Beebe
- Ellen Drew jako Martha Randall
- Fred MacMurray jako David Beebe
- Donald O’Connor jako Mike Beebe
- Elizabeth Patterson jako matka Beebe
- John Gallaudet jako Harry Ringmer
- William Haade jako Pete
- Paul White jako Filter
- Irving Bacon jako wykładowca
- Tom Dugan jako fan wyścigów
- Herbert Corthell jako manager nightclubu
- Harry Barris jako Moose, lider orkiestry